# Master Harold... and the Boys (opera teatrale)
Master Harold... and the Boys è un'opera teatrale del drammaturgo sudafricano Athol Fugard, debuttata a New Haven nel 1982. Ambientata in Sudafrica in piena Apartheid, la pièce esplora il conflitto interiore del diciassettenne bianco Hally, combattuto tra l'affetto per i domenstici neri Sam e Willie - delle vere e proprie figure paterne per lui - ed il razzismo istituzionalizzato che pervade ogni aspetto della società in cui vive.

## Trama
Sam e Willie, due impiegati di colore nel negozio di tè della madre di Hally, approfittano del fatto che il lavoro vada a rilento a causa della pioggia per esercitarsi con il ballo da sala in vista di un'importante competizione. Sam è un ballerino dotato, mentre Willie incolpa lo scarso entusiasmo della sua partner per gli scarsi risultati sulla pista da ballo, anche se l'amico gli fa notare che la sua fidanzata si rivelerebbe meglio disposta se Willie smettesse di picchiarla quando sbaglia. L'adolescente Hally ritorna da scuola e chiede ai due lavoratori come stiano andando gli affari. Sam ha visto Hally crescere dal momento in cui era nato diciassette anni prima, diventando anche una figura paterna per il ragazzo, il cui vero padre era spesso in ospedale a causa del suo alcolismo e zoppia. Sam considera Hally quasi come uno di famiglia e lo vuole guidare attraverso il burrascoso periodo dell'adolescenza, mentre Willie ha un comportamento più distaccato nei confronti del figlio dei suoi datori di lavoro e ha sempre chiamato Hally "Master Harold" sin da quando il giovane aveva sei anni.
I tre conversano di vari argomenti e Sam prova a dare a Hally il buon esempio su cosa significhi diventare uomini parlandogli dei grandi del passato. Hally è molto affezionato a Sam e ricorda con affetto una volta in cui il nero gli aveva fatto un aquilone per risollevargli il morale dopo che il padre, ubriaco, lo aveva umiliato in pubblico. Ma il clima malinconico lascia presto spazio alla disperazione di Hally, che scopre che la madre non è al negozio perché è andata a riprendere il padre dall'ospedale in cui gli hanno amputato una gamba. Hally disprezza il padre, non solo perché la sua invalidità lo costringe a svolgere funzioni umilianti come massaggiargli il moncone e svuotargli il pitale, ma anche perché l'uomo è un alcolista irascibile, violento e tirannico. Hally lascia andare anni di odio e frustrazione nei confronti del padre facendone una grottesca parodia che ne risalta la disabilità e l'alcolismo. Sam riprende il ragazzo, raccomandandogli di portare rispetto per il padre e per la sua malattia. Hally, pur vergognandosi delle sue azioni, reagisce riversando insulti razzisti imparati dal padre su Sam e Willie, trattandoli per la prima volta in vita sua come dei sottoposti. Nel pieno della sua rabbia, Hally ordina a Sam di chiamarlo Master Harold d'ora in poi e sputa sull'uomo che si è sempre comportato come un padre. Willie e Sam sono arrabbiati e feriti, ma capiscono che il ragazzo sta facendo più male a se stesso che a loro.
Nonostante l'umiliazione, Sam cerca di riappacificarsi con Hally, chiamandolo con il suo diminutivo e ricordandogli dei tempi dell'aquilone. Sam propone a Hally di ricominciare da zero l'indomani, ma il giovane è troppo triste e scoraggiato e, dopo aver ordinato ai due di chiudere il negozio, esce nella pioggia per tornare a casa. Solo con Willie, Sam ricorda amaramente che molti anni prima Hally stava facendo volare l'aquilone che aveva fatto per lui mentre era seduto su una panchina "per soli bianchi", ma che il giovane Hally era troppo eccitato dal nuovo giocattolo per farci caso. Willie e Sam riprendono le prove di ballo per tirasi su di morale.

## Storia degli allestimenti
Scritta durante il periodo dell'Apartheid, all'opera non fu permesso di andare in scena in Sudafrica. Fugard allora decise di farle produrre negli Stati Uniti e Master Harold... and the boys' è l'unico suo dramma ad essere mai esordito all'estero. La pièce esordì nel 1982 al Yale Repertory Theatre di New Haven, con un cast composto da Željko Ivanek (Hally), Zakes Mokae (Sam) e Danny Glover (Willie). Il dramma ottenne recensioni molto positive, con il New York Times che definì Fugard uno dei migliori drammaturghi viventi. Visto il successo di crita e pubblico, la pièce fu trasferita a Broadway nel maggio dello stesso anno e rimase in cartellone al Lyceum Theatre per 344 rappresentazioni. Master Harold vinse il Drama Desk Award alla migliore nuova opera teatrale, mentre Mokae vinse il Tony Award al miglior attore non protagonista in un'opera teatrale per la sua interpretazione. Mokae e Glover, infatti, erano tornati a interpretare i ruoli già ricoperti a Yale, mentre Lonny Price si era unito al cast nel ruolo dell'eponimo protagonista. Nel 1983 Master Harold fece anche il debutto a Londra, dove vinse l'Evening Standard Theatre Award. L'opera è stata riproposta con successo a Broadway nel 2003, mentre altri allestimenti sono andati in scena in Sudafrica sia in inglese (2012) che in afrikaans (2013), a New York (2016) e di nuovo a Londra (2019).

## Adattamento cinematografico
Nel 2010 il regista Lonny Price - l'originale interprete di Hally a Broadway - ha diretto l'adattamento cinematografico Master Harold... and the Boys, con Freddie Highmore nella parte del giovane Harold.